# Kračun
Kračun je priimek več znanih oseb:

## Znani slovenski nosilci priimka
- Davorin - Tinč Kračun starejši (1928 - 2013, Dunaj), oče Davorina ml.
- Davorin Kračun (*1950), ekonomist, univ. profesor, politik in diplomat
- Tine Kračun, ekonomist, poslovnež (Inštitut za strateške rešitve), publicist

## Znani tuji nosilci priimka
- Teodor Kračun (?—1781), srbski baročni slikar
- Marija Braut (r. Kračun) (1929 - ?), slov.-hrvaška fotografinja